# Comté
Comté je francouzský horský sýr z oblasti pohoří Jura poblíž hranice se Švýcarskem. Od roku 1952 má označení AOC

## Charakteristika a výroba
Obsahuje asi 46 % tuků. Má jemný žlutý děrovaný střed pokrytý tvrdou kůrkou. Vyrábí se kulatý a může vážit až 70 kg. Během zrání se musí pravidelně potírat roztokem soli (morge). Jeho chuť závisí na stravě montbéliardských krav, z jejichž mléka se vyrábí. Letní sýr má převážně ovocnou chuť, naopak zimní má chutě ořechově pikantní.
Aby sýr mohl být prodáván pod chráněným označením Comté AOC, musí splňovat následující podmínky:
1. Sýr se vyrábí v departementech Jura, Doubs, Ain a v části departementu Saône-et-Loire.[nedostupný zdroj]
2. Mléko pochází od krav rasy montbéliard nebo simmental française.
3. Krávy jsou krmeny pouze pící z pastvin v pohoří Jura, siláž je zakázána.
4. Sýr zraje přinejmenším 4 měsíce.